# Tony Blair
Sir Anthony Charles Lynton Blair KG, detto Tony (Edimburgo, 6 maggio 1953) è un politico britannico.
È stato primo ministro del Regno Unito dal 2 maggio 1997 al 27 giugno 2007, giorno delle sue dimissioni. Da allora ha ricoperto, fino al 27 maggio 2015, l'incarico di inviato per la pace nel Medio Oriente nel Quartetto per il Medio Oriente, su mandato di ONU, Unione europea, USA e Russia.
Dal 1983 al 2007, Blair è stato membro del Parlamento (MP) per il collegio di Sedgefield. È stato eletto leader del partito laburista nel luglio 1994, a seguito della morte improvvisa del suo predecessore John Smith, che, insieme al suo predecessore Neil Kinnock aveva iniziato a spostare politicamente i laburisti al centro della scena politica inglese, nella speranza di vincere le elezioni e conquistare il governo. Sotto la direzione di Blair, il partito ha usato l'accoppiata, New Labour, per allontanarlo dalle precedenti politiche, centrate sulla protezione dei lavoratori, e da una concezione tradizionale del socialismo. Blair ha dichiarato il sostegno a una nuova idea di sinistra, una sinistra che riconosca gli individui come socialmente interdipendenti, con il fondamentale obiettivo del mantenimento della giustizia e della coesione sociale, ma che, nello stesso tempo acquisisca il principio delle pari opportunità fra cittadini eguali e liberi di esprimersi e di competere. Questa concezione è stata anche denominata Terza via. Blair venne anche criticato per aver abbandonato la politica socialista del partito e accettando senza eccezioni il capitalismo. I sostenitori invece hanno dichiarato che, dopo quattro sconfitte consecutive alle elezioni generali, dal 1979 al 1992, il partito laburista doveva rompere con le logiche del passato, politicamente troppo a sinistra, al fine di poter vincere le elezioni politiche.
Nel maggio 1997, il Partito Laburista si afferma alle elezioni generali, la più grande della sua storia, consentendo a Blair, a 43 anni, di diventare il più giovane Primo ministro dal 1812. Nel settembre 1997, Blair raggiunse una notevole popolarità personale dopo la sua risposta pubblica alla morte della Principessa Diana. Il Partito laburista, oltre alle politiche del 1997, vinse altre due elezioni sotto la sua leadership: nel 2001 e poi nel 2005, ma con una maggioranza ridotta. Nei primi anni del governo del New Labour, il governo Blair ha introdotto la legge nazionale sui salari minimi, la legge sui diritti umani e la legge sulla libertà di informazione. Il governo Blair ha anche trasferito potere, istituendo il Parlamento scozzese, l'Assemblea nazionale per il Galles e l'Assemblea dell'Irlanda del Nord. Nell'Irlanda del Nord, Blair venne coinvolto nell'Accordo del Venerdì Santo del 1998.
Blair ha sostenuto fortemente la politica estera dell'amministrazione Bush e ha assicurato che le Forze armate britanniche avrebbero partecipato alla guerra in Afghanistan e alla più controversa invasione dell'Iraq del 2003. Blair ha inoltre affrontato una forte critica per il suo ruolo nella guerra in Iraq, inclusi i sospetti di crimini di guerra e di aver causato una guerra di aggressione. Nel 2016, un'inchiesta ha criticato fortemente le sue azioni descrivendo la guerra in Iraq come ingiustificata e inutile. Blair intervenne anche militarmente nel Kosovo e in Sierra Leone.
Nel giugno 2007 Blair si è dimesso sia come leader del Partito Laburista che come Primo ministro. Al suo posto venne nominato Gordon Brown. Nello stesso giorno venne nominato inviato speciale ufficiale del Quartetto sul Medio Oriente, un ufficio che ha mantenuto fino a maggio 2015. Oltre ad aver creato diverse fondazioni a suo nome, attualmente gestisce un'attività di consulenza.

## Biografia
Nacque ad Edimburgo nel 1953, secondo figlio di Leo Blair e Hazel Corscadden. Gli antenati della madre, originari dell'Ulster e della Scozia, si erano stabiliti nella Contea di Donegal. Il padre Leo, figlio di due attori inglesi, Charles Parsons (conosciuto come Jimmy Lynton) e Mary Augusta Ridgway Bridson, venne adottato dallo scozzese James Blair, operaio nei cantieri navali.
È stato compagno di scuola di Rowan Atkinson.
Leo Blair studiò giurisprudenza esercitando la professione di avvocato prima di diventare ricercatore universitario. Con il passare del tempo divenne militante del Partito Conservatore. Pensò anche di candidarsi al Parlamento a Durham, dove si era trasferito con la famiglia. La carriera di Leo Blair fu però di fatto interrotta da un ictus quando Tony aveva undici anni.
Tony Blair, dopo aver passato a Durham gran parte della sua infanzia e aver frequentato la Choristers School, si iscrive a Edimburgo al Fettes College, indicato a volte come l'Eton scozzese. Qui conobbe Charlie Falconer, che avrebbe poi nominato Lord Cancelliere. In seguito, studiò Diritto al St John's College dell'Università di Oxford. Durante gli anni universitari era il cantante e suonatore di chitarra di un gruppo rock chiamato Ugly Rumours.
Dopo la laurea, iniziò la pratica legale nello studio di un altro futuro Lord Cancelliere, Derry Irvine. Nello studio di Irvine conobbe la sua futura moglie Cherie Booth.
Tony sposò Cherie il 29 marzo 1980. La moglie avrà una brillante carriera legale, divenendo Queen's Counsel. I coniugi Blair hanno quattro figli: Euan, Kathryn, Nicky e Leo. Quest'ultimo, oltre a portare il nome del nonno, ha un'altra particolarità: è nato da un Primo ministro britannico in carica. Un simile evento era accaduto l'ultima volta l'11 luglio 1849, quando John Russell divenne padre di Francis. I figli dei Blair sono stati educati alla fede cattolica.
Euan e Nicky hanno frequentato la London Oratory School a Fulham, una scuola cattolica. I Blair furono criticati per averla preferita alle scuole di Islington, dove abitavano. Euan Blair ha ricevuto un'ampia e indesiderata attenzione da parte dei media quando, nel luglio del 2000 durante i festeggiamenti per la fine della scuola secondaria, fu sorpreso dalla polizia in una piazza di Londra, Leicester Square, in stato di ubriachezza, poco dopo che il padre aveva proposto di comminare una sanzione pecuniaria a coloro che tenessero simili comportamenti. Dopo aver lasciato l'Università di Bristol, Euan ha ottenuto un incarico all'House Committee on Rules negli Stati Uniti d'America, sotto la direzione di David Dreier, un membro repubblicano del congresso.
Durante il suo mandato, Blair era considerato uno dei primi ministri più religiosi nella storia contemporanea del Paese, il più legato alla Chiesa cattolica. Fu anche visto assistere privatamente alla messa, presso la Cattedrale di Westminster. Dopo le sue dimissioni, il 21 dicembre 2007 si è convertito al cattolicesimo.

## Primi passi nella politica
Poco dopo la laurea, nel 1975, aderì al Labour Party. Nel corso dei primi anni ottanta, s'impegnò per il partito nel collegio di Hackney South e Shoreditch, dove si schierò con la "Soft left", fazione che sembrava in procinto di prendere il controllo del Labour. I suoi tentativi per candidarsi al consiglio del Borough di Hackney, fallirono. Attraverso suo suocero, l'attore Tony Booth, prese quindi contatto con il parlamentare laburista Tom Pendry, al fine di essere eletto alla Camera dei comuni.
Pendry gli suggerì di concorrere per la candidatura laburista alle elezioni suppletive che si sarebbero svolte nel 1982 per il seggio di Beaconsfield, dove Pendry conosceva un importante membro del partito. Beaconsfield era una circoscrizione sicura del Partito Conservatore. Blair ottenne la candidatura, ma ricevette solo il 10% dei voti. La campagna gli consentì comunque di farsi conoscere all'interno del partito e di impressionare favorevolmente il leader laburista Michael Foot. In questo periodo Blair tendeva a descrivere se stesso come un socialista di tipo classico, in accordo con gli orientamenti dello stesso Foot. Ne fa fede una lettera che scrisse al leader del partito nel luglio del 1982, resa pubblica nel giugno del 2006.
Nel 1983 Blair si rese conto che l'appena creato collegio di Sedgefield, vicino a Durham, era privo di un candidato per il Labour. L'elettorato della zona era tradizionalmente d'ispirazione laburista e quindi oggetto del desiderio di diversi parlamentari del partito, eletti in seggi che erano stati soppressi nella ridefinizione delle circoscrizioni. Blair riuscì a trovare una corrente del partito locale che non si era ancora pronunciata sul candidato e, con il cruciale aiuto di John Burton, ottenne il loro appoggio. All'ultimo momento riuscì a farsi includere nella lista dei candidabili e, infine, a essere selezionato, battendo il parlamentare Les Huckfield.
Alle elezioni generali del 1983, il candidato Blair sposò le linee politiche, decisamente di sinistra, che caratterizzavano il Labour Party nei primi anni ottanta. Il manifesto elettorale laburista per le elezioni del 1983 era fortemente connotato in questo senso e Blair appoggiò molte proposte in esso contenute, come il ritiro dalla Comunità economica europea (sebbene in precedenza avesse dichiarato di essere personalmente favorevole alla permanenza del Regno Unito nella CEE) e come il disarmo nucleare unilaterale. Nonostante la grave sconfitta del partito a livello nazionale, il risultato a Sedgefield confermò le attese, eleggendo Blair alla Camera.
Pronunciò il primo discorso da parlamentare il 6 luglio 1983. In un passaggio, affermò: "Non sono socialista perché la lettura di un libro di testo ha acceso la mia fantasia e neppure perché provengo da una tradizione accettata senza riflettere; lo sono perché credo che il socialismo sia l'ideale più vicino a un'esistenza che sia insieme, razionale e morale. Esso è per la cooperazione, non per la competizione; per l'amicizia, non per la paura. Esso sostiene l'uguaglianza".
Dieci anni dopo questo discorso (e nove dopo aver assunto la prima carica nel gruppo parlamentare laburista), il 14 settembre del 1993, da ministro dell'interno-ombra di un Labour ancora all'opposizione, Blair delineava in un'intervista al periodico cristiano Third Way il profilo del futuro New Labour dichiarando la necessità di coniugare il valore dell'eguaglianza, con quello della libertà responsabile presente nella tradizione cristiana.

## Primo ministro

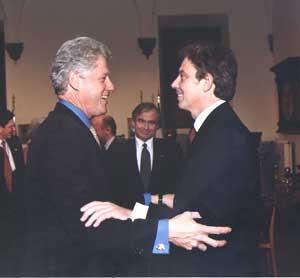
Bill Clinton incontra Blair a Firenze il 20 novembre 1999.

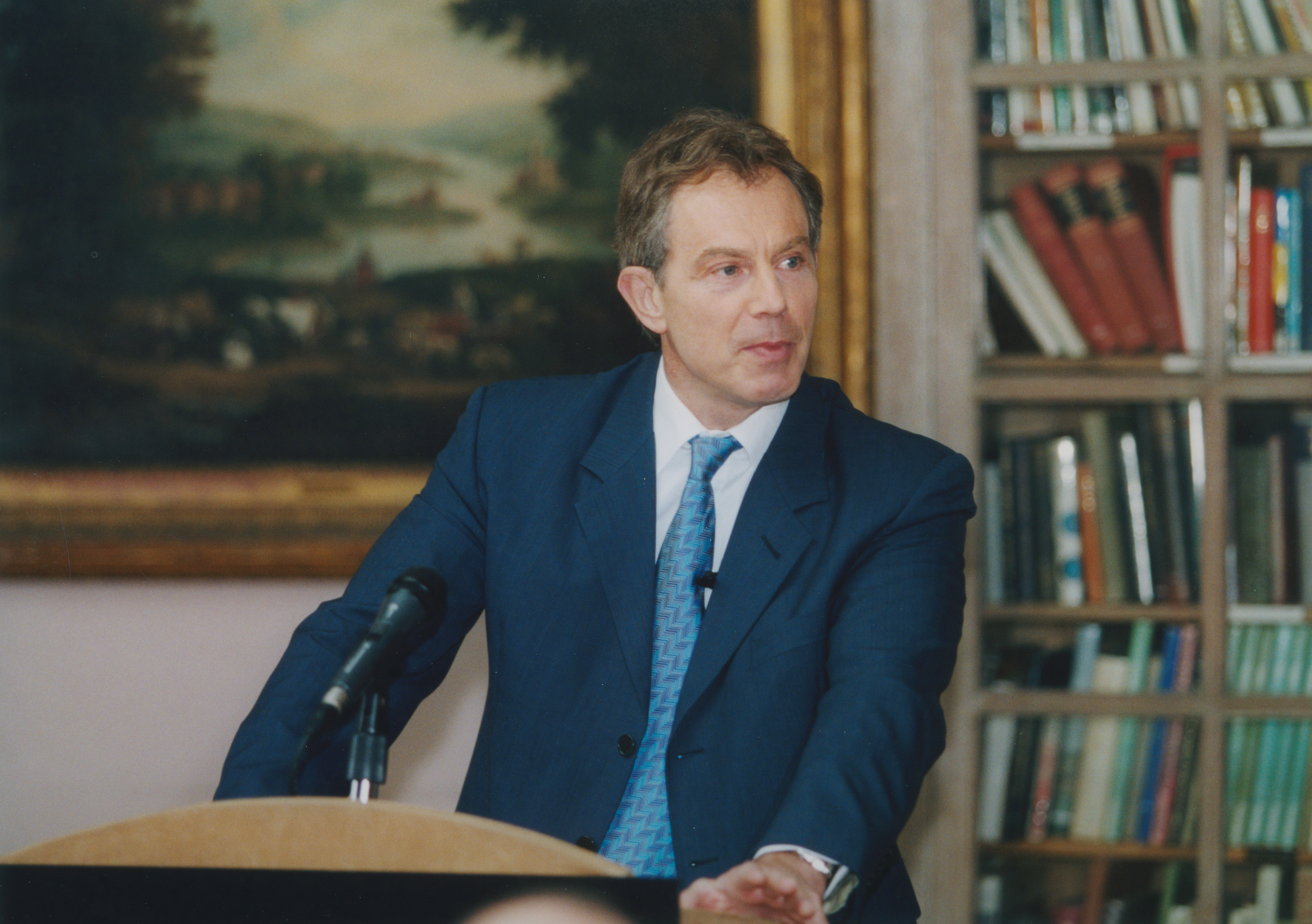
Il Primo Ministro Tony Blair nel 2002

### Primo mandato (1997-2001)

#### Politica interna

##### Indipendenza della Banca d'Inghilterra
Dopo l'elezione di Tony Blair, il cancelliere dello Scacchiere Gordon Brown concesse l'indipendenza alla Banca d'Inghilterra, con il controllo dei tassi di interesse. Questa decisione era popolare nei circoli della finanza londinese fin dal 1990. Allo stesso modo il governo ha seguito nei suoi primi due anni i piani di spesa sotto i conservatori, e ha rassicurato coloro che temevano che il Labour fosse sinonimo di spesa e deficit. 

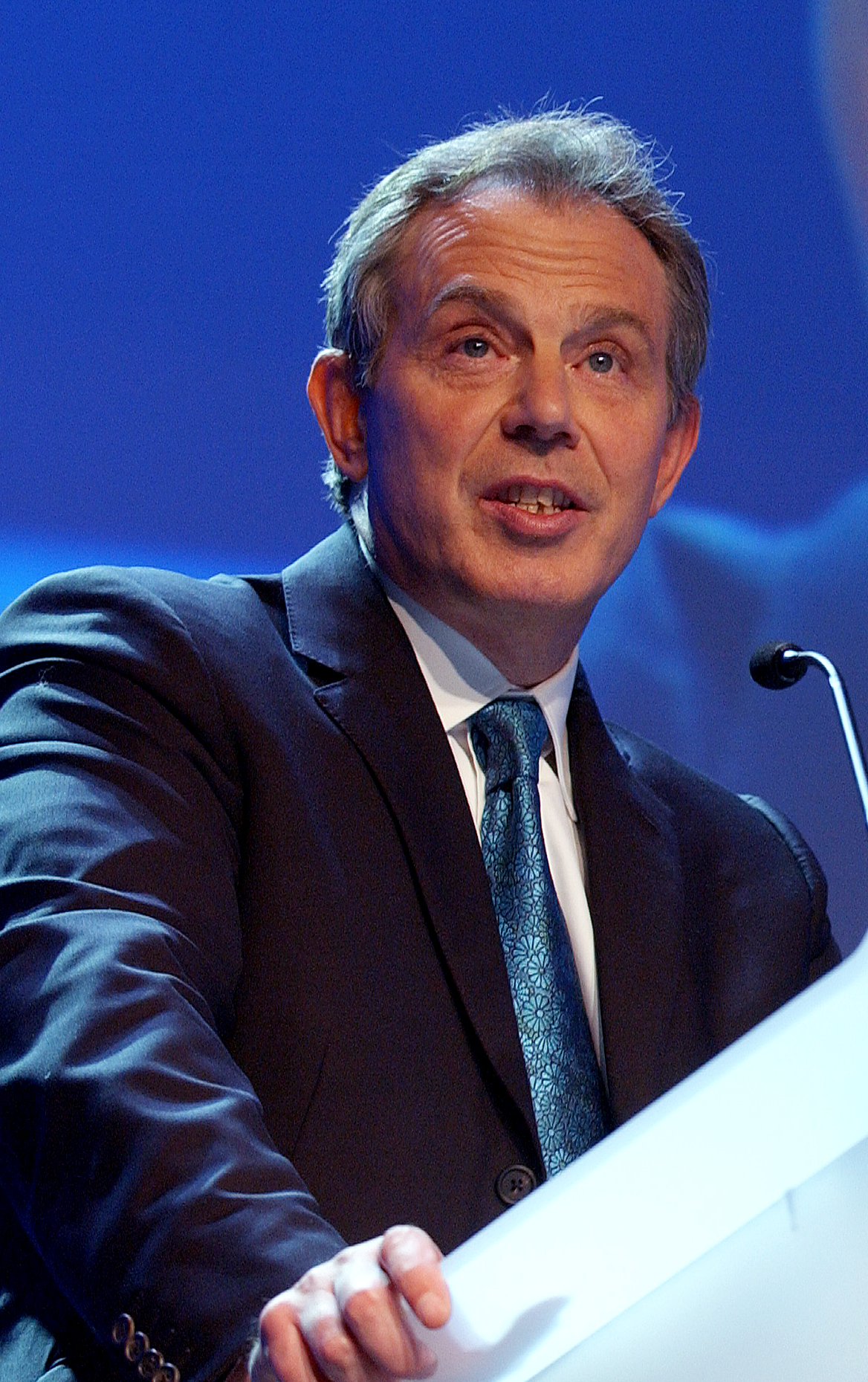
Blair interviene al World Economic Forum

##### Comunicazione e Media
Fin dall'inizio del suo mandato, Tony Blair ha organizzato il suo gabinetto, con il suo addetto stampa e portavoce ufficiale Alastair Campbell. Gli fu permesso di dare ordini ai dipendenti pubblici che in precedenza obbedivano ai ministri. Nonostante il suo ruolo politico, è stato pagato con fondi pubblici.

##### Processo di pace in Irlanda del Nord
Uno dei grandi successi di Tony Blair fu la firma, il 10 aprile 1998, dell'accordo di Belfast conosciuto anche come "Accordo del Venerdì Santo" ("Good Friday Agreement"). I negoziati per promuovere il processo di pace in Irlanda del Nord iniziarono per merito del suo predecessore, John Major, incapace di mediare il cessate il fuoco con il Provisional IRA a metà degli anni 1990. Con l'Accordo di Belfast i principali partiti in Irlanda del Nord e i governi irlandese e britannico si accordarono democraticamente e pacificamente per una risoluzione del conflitto nordirlandese, avviando così, nella regione, nuove istituzioni politiche.

##### Modifiche costituzionali
Il primo mandato di Blair fu anche costituzionalmente un importante cambiamento. Nel 1998 venne approvata la legge sui diritti umani (Human Rights Act). Quell'anno vennero definiti il Parlamento scozzese e l'Assemblea nazionale per il Galles. Attraverso l'House of Lords Act 1999 irritò la maggior parte dei lord, rimuovendo il diritto grazie al quale, per secoli, avevano potuto trasmettere automaticamente agli eredi il loro seggio alla Camera. A partire dal 2000, creò la carica di sindaco di Londra, e, nello steso  anno, promulgò la legge sulla libertà di informazione.

##### Diritti LGBT
Durante il mandato di Tony Blair la legislazione riguardante i diritti di lesbiche, gay, bisessuali e transgender (LGBT) venne sostanzialmente revisionata verso una maggiore e progressiva riforma.
L'età del consenso sessuale fu abbassato a 16 anni per i rapporti tra persone dello stesso sesso e le persone LGBT non furono più obbligate a servire nell'esercito.
Nel 2002 fu autorizzata l'adozione da parte di coppie omosessuali e nel 2003 è stata interdetta la discriminazione omofobica nei luoghi di lavoro. Inoltre, dal 2005, vi è una legge che permette contratti di partenariato civile per le coppie dello stesso sesso. Nel 2004 i transessuali hanno ottenuto il diritto di cambiare sesso, non solo fisicamente, ma anche di certificarlo nei loro documenti di identità.(Gender Recognition Act).

#### Politica estera

Tony Blair e George W. Bush alla Casa Bianca, il 16 marzo 2003.

##### Guerra del Kosovo
Nel 1999, Tony Blair ha organizzato e presieduto la dichiarazione di guerra del Kosovo. Mentre era all'opposizione ha criticato la mancanza di chiarezza delle intenzioni dei conservatori durante la guerra in Bosnia. Ha poi organizzato una dura politica della NATO contro Slobodan Milošević. Fu inoltre criticato dalla sinistra pacifista del suo stesso partito, contro il principio stesso della guerra, e di altri che hanno creduto alla guerra condotta dai serbi come un caso di legittima difesa. Successivamente, diverse indagini rivelarono le pratiche mafiose del presidente del Kosovo, Hashim Thaçi, per cui i critici si domandarono per quale motivo Blair supportò il leader del Kosovo durante la guerra.

##### Dottrina Blair
Un mese dopo, il 22 aprile 1999 Blair nel corso di un discorso tenuto a Chicago descrisse la "Dottrina della comunità internazionale", considerata da molti come la "Dottrina Blair". Questa dottrina sostituì la precedente dottrina conservatrice dell'interesse nazionale, con la difesa dei valori e dei principi, come base della politica estera del Regno Unito, e questa fu una vera propria rottura etico/politica.

### Secondo mandato (2001-2005)

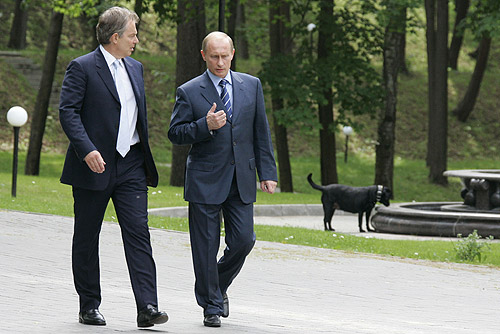
Tony Blair e Vladimir Putin, 3 giugno 2005.

Durante le elezioni del 2001, il partito laburista perse il 2,5% degli elettori. Questo risultato ridusse la maggioranza di soli 5 seggi. Dal 1º agosto 2003 Tony Blair ha battuto il record di permanenza come primo ministro laburista, battendo il record precedente di Harold Wilson che mantenne il ruolo dal 1964 al 1970.
Le elezioni del 2001 furono centrate sul miglioramento dei servizi pubblici, della sicurezza sociale e dell'istruzione. I conservatori nel frattempo focalizzarono la loro critiche sul rifiuto dell'euro. I Labour vinsero le elezioni mantenendo comunque un'ampia maggioranza.

### Politica interna

#### Servizi pubblici
Dopo le elezioni del 2001, Blair ha aumentato le tasse per migliorare i servizi pubblici, compresa la salute e l'istruzione. Il governo ha inoltre introdotto il potenziamento dei fondi per gli ospedali pubblici.

#### Il processo di pace in Irlanda del Nord
Ha dovuto poi affrontare una serie di problemi: la sospensione dell'Accordo del Venerdì Santo e il disarmo della Provisional IRA, ma senza successo. Inoltre, il Partito Unionista Democratico sostituì il più moderato Partito Unionista dell'Ulster. Analogamente, il Partito Social Democratico e Laburista venne sostituito dal Sinn Féin.

##### Unione europea
Nell'aprile del 2004, Blair annunciò la sua disponibilità a ratificare la Costituzione europea con un referendum; tuttavia, il no francese e olandese alla costituzione europea, e il suo abbandono, posero fine al dibattito su ogni possibilità di riforma. Durante il suo secondo mandato fu oggetto di critiche e proteste, e durante il suo discorso al Labour è stato più volte interrotto.

##### Ecologia
Nel settembre 2004, Blair promosse un discorso sul "problema urgente" dell'ambiente, caldeggiando la volontà di tassare le emissioni di CO2.

#### Politica estera
In seguito agli attentati dell'11 settembre 2001, ha seguito da vicino la diplomazia degli Stati Uniti, vicinanza che, dai suoi critici, gli valse il soprannome di "barboncino di Bush."

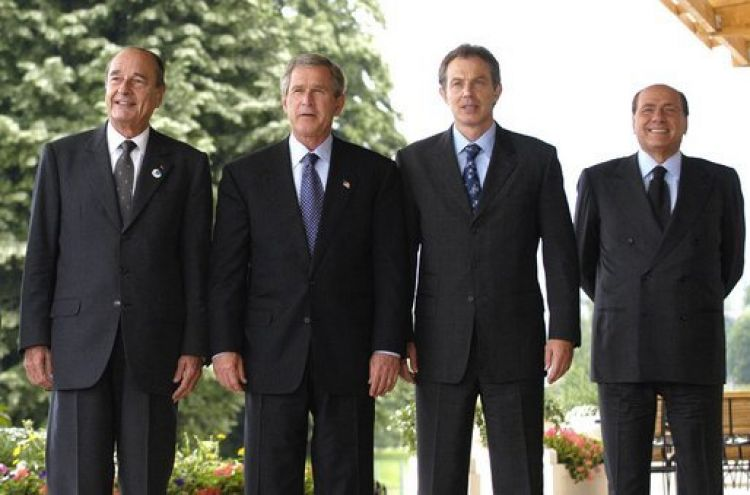
Jacques Chirac, George W. Bush, Tony Blair e Silvio Berlusconi al vertice del G8 nel 2003.

##### Guerra in Afghanistan
Durante la guerra in Afghanistan, fu protagonista di una attiva politica diplomatica tra molti paesi. Per questo gli Stati Uniti gli conferirono decorazioni e riconoscimenti.

##### Guerra in Iraq
Tony Blair fu un attivo sostenitore della politica americana durante la guerra in Iraq del 2003, di fatto diventando il portavoce degli Stati Uniti in Europa e opponendosi al presidente francese Jacques Chirac, leader dell'opposizione alla guerra. Blair offrì alla comunità internazionale molti argomenti per rovesciare Saddam Hussein.
Secondo Blair fu il rifiuto di Saddam Hussein nel rispettare i termini del cessate il fuoco del 1991 e le successive risoluzioni delle Nazioni Unite che li imponeva di porre fine in modo verificabile ai suoi programmi di armi di distruzione di massa a dare corpo ad una serie importante di argomentazioni giuridiche per aver fatto innescare la guerra in Iraq.
Secondo alcuni giornali della stampa inglese, le successive indagini dimostrarono la partecipazione attiva di Tony Blair allo scoppio della guerra, la sua "preoccupazione di fuorviare i deputati e il pubblico durante l'anno 2002 e "le sue bugie", vale a dire, l'affermazione che l'obiettivo della Gran Bretagna era il "disarmo, non il cambio di regime" e che non era prevista alcuna azione militare. Questa stessa stampa parlò di una "corsa per spingere in guerra la Gran Bretagna", dovuta alla necessità di nascondere al pubblico le vere ragioni che rivelavano l'impreparazione dell'esercito britannico nei primi mesi del conflitto, e la mancanza di riflessione sul futuro politico dell'Iraq in seguito alla scomparsa di Saddam Hussein.

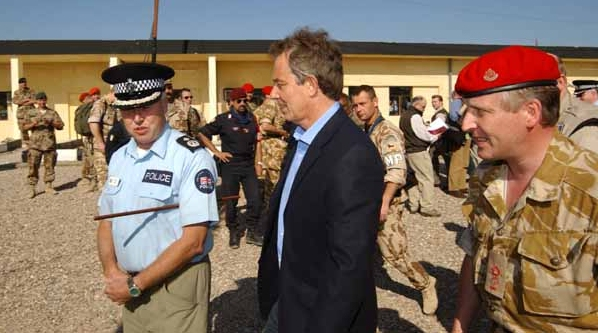
Tony Blair in Iraq nel 2005.

Nel 2010 Tony Blair ha fermamente negato di aver mentito e tradito i suoi connazionali sulle ragioni per le quali aveva impegnato il suo paese nella guerra in Iraq.
Alcuni di questi problemi, nel Regno Unito, furono oggetto di un'inchiesta pubblica da parte della commissione Chilcot sul ruolo del paese nella guerra in Iraq tra il 2001 e la metà del luglio 2009. La pubblicazione della relazione della commissione venne programmata per il 2014, ma si è tenuta solo nel 2016.
L'immagine di Tony Blair giocò un ruolo fondamentale nel preparare il discorso di Colin Powell il 5 febbraio 2003, prima del Consiglio di Sicurezza delle Nazioni Unite, dove il segretario di Stato americano presentò false prove sull'esistenza di armi di distruzione di massa in Iraq. Il dossier di Powell era stato fornito dall'amministrazione di Tony Blair, che, il 7 febbraio 2003 riconosce "errate" nella sua formulazione. L'8 febbraio 2003 i giornali inglesi identificano i veri autori del rapporto sia nei servizi di comunicazione di Downing Street che nella povertà delle fonti utilizzate da questi (plagio accademico e fonti sospette...).
Un memorandum stilato tra il luglio 2002 e l'aprile 2005 ha mostrato che Tony Blair ha creduto nel sostegno della popolazione del Regno Unito alla guerra in Iraq. Nel 2003, ha affrontato una crisi a causa del presunto suicidio del dottor David Kelly, scienziato che successivamente aveva provato l'infondatezza dei dossier di Blair sulle armi di distruzione di massa possedute da Saddam Hussein. L'impeachment venne tentato ma non riuscì. Il 24 settembre 2004, il governo ha pubblicato un dossier della CIA, poi risultato falso, che pretendeva di dimostrare l'esistenza di armi di distruzione di massa, contenente affermazioni che ricerche successive smentirono. Nonostante le critiche di alcuni membri del Labour, Blair ha affermato che questo file era vero. Il segretario delle Nazioni Unite Kofi Annan ha proclamato nel settembre 2004 che l'invasione dell'Iraq fosse "illegale". Nell'ottobre 2005, la Gran Bretagna ha inviato una richiesta per inviare in Iraq un maggior numero di militari.
Nel mese di ottobre 2015, Tony Blair chiese scusa "per il fatto che le informazioni che avevamo ricevuto erano false" e riconobbe di aver avuto una parte di responsabilità nello sviluppo del terrorismo jihadista dopo la sconfitta di Saddam Hussein e la conseguente espansione dello Stato islamico.
Nel mese di giugno 2016, il rapporto Chilcot sulla guerra in Iraq fu molto più critico della stampa sull'ex primo ministro. In particolare il Regno Unito venne accusato di avere invaso l'Iraq senza prima considerare eventuali opzioni pacifiche e senza una adeguata preparazione. Il quotidiano britannico, The Guardian, ha affermato che Tony Blair mentì per assecondare le scelte del presidente americano.

### Terzo mandato (2005-2007)

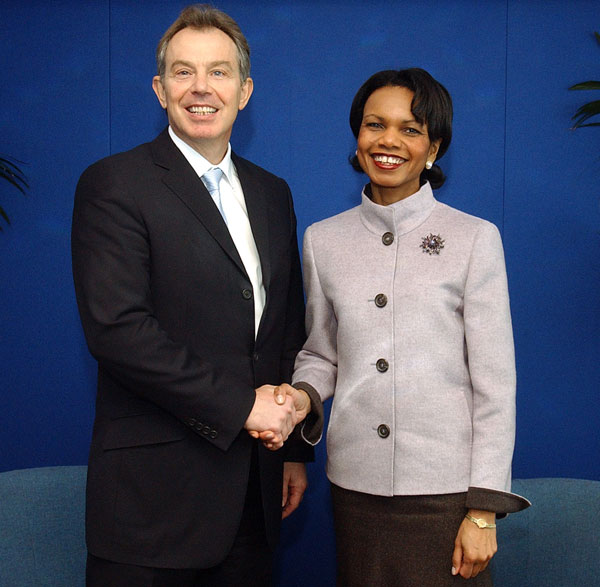
Tony Blair e Condoleezza Rice, a Londra nel marzo 2005.

Alle 16:30 (ora di Londra) del giorno del suo 52º compleanno (6 maggio 2005) Tony Blair ha potuto confermare gli exit poll del giorno precedente dichiarando la vittoria del suo partito, il partito laburista, contro il partito conservatore guidato da Michael Howard. Con le elezioni generali del 2005 il partito laburista vinse per la prima volta tre elezioni consecutive, anche se con 48 seggi in meno dovuti ad un calo del 5,5% degli elettori scesi al 35,2% dei votanti.

#### Politica estera

##### G8 e presidenza dell'Unione europea
Tony Blair ha assunto la carica di presidente del Consiglio dei capi di Stato e di governo dell'Unione europea a partire dal 1º luglio al 31 dicembre 2005.
Dopo la bocciatura della Costituzione da parte della Francia e dei Paesi Bassi, Jack Straw (Ministro degli Esteri) e Tony Blair hanno annunciato la sospensione a tempo indeterminato della ratifica della costituzione. Blair ha detto: "Credo in un'Europa come progetto politico, credo in un'Europa forte che tenga conto degli aspetti sociali."
In diversi incontri, Chirac e Schröder fecero pressioni affinché il Regno Unito annullasse lo sconto sulla quota versata all'UE ottenuto dalla Thatcher nel 1984. Dopo mesi di dibattito, il 18 giugno 2005, quando venne chiuso il bilancio UE 2007-2013, Blair rifiutò di rinegoziare il bilancio fino a quando la PAC non fosse stata messa in discussione, rappresentando oltre il 44% del bilancio dell'UE. Non vi fu alcun cambiamento nella PAC e nessun accordo sul bilancio durante la presidenza lussemburghese. Venne comunque raggiunto un accordo per aumentare i contributi britannici per lo sviluppo dell'Unione europea.

#### Politica interna

##### Giochi Olimpici del 2012 a Londra
Il 6 luglio 2005 a Singapore si è tenuta la sessione del Comitato Olimpico Internazionale per designare la città che avrebbe ospitato i Giochi Olimpici. Parigi e Londra furono le due finaliste; Vinse Londra, senza dubbio aiutata dalla presenza di Tony Blair che difese la città in occasione della sessione del CIO, come affermato dal membro irlandese Patrick Hickey.

##### Attentati di Londra nel 2005

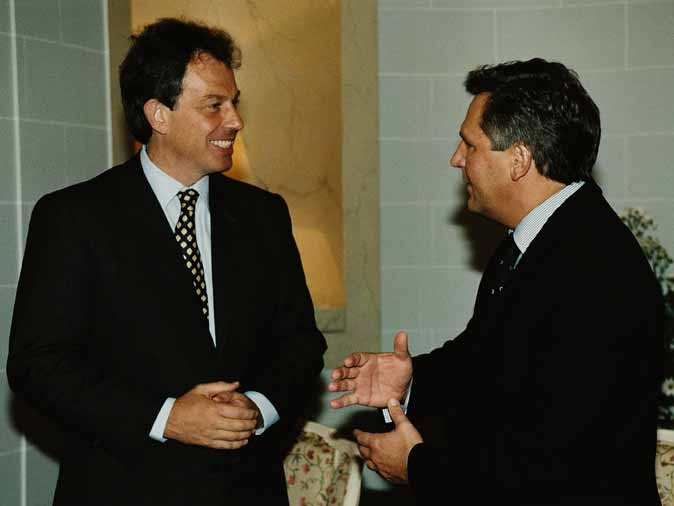
Blair con il presidente polacco Aleksander Kwaśniewski nel 2005

Nei giorni successivi alla candidatura di Londra alle Olimpiadi il 7 luglio 2005 la città fu vittima di diversi attacchi terroristici. Una serie di quattro bombe esplosero nell'ora di punta nella metropolitana e sulle carrozze dei pendolari. Al termine degli attentati si contarono ben 56 morti e 700 feriti. Fu l'attacco più sanguinoso avvenuto dopo l'attentato contro l'aereo Pan Am 103 nel 1988, il più letale a Londra dalla Seconda guerra mondiale. Blair al G8 chiese ai britannici di dimostrare la loro capacità di reazione, affermando la sua determinazione a difendere il modo di vita inglese dal terrorismo.
Il 21 luglio 2005 ebbe luogo a Londra una seconda serie di esplosioni, due settimane dopo gli attacchi del 7 luglio 2005. Molto meno efficaci della prima serie, avevano lo scopo di diffondere il panico tra i londinesi.
Un sondaggio del The Guardian mostrò che il 64% dei britannici credeva che gli attacchi erano principalmente legati alla guerra in Iraq. Tuttavia, il pubblico britannico si era stretto attorno a Tony Blair.
A seguito di questi eventi, Blair propose di ratificare una legge molto più severa contro gli atti di terrorismo, conferendo alla polizia maggiori poteri di interrogatorio, fino a 90 giorni per i sospetti terroristi. Tuttavia, questa proposta suscitò polemiche all'interno del suo partito. Era la prima volta che l'autorità di Tony Blair veniva messa in discussione dal Parlamento dalla sua elezione nel 1997, sfidando la sua leadership.

## Carriera dopo l'incarico di Primo ministro

### L'attività di inviato speciale per il Quartetto per il Medio Oriente

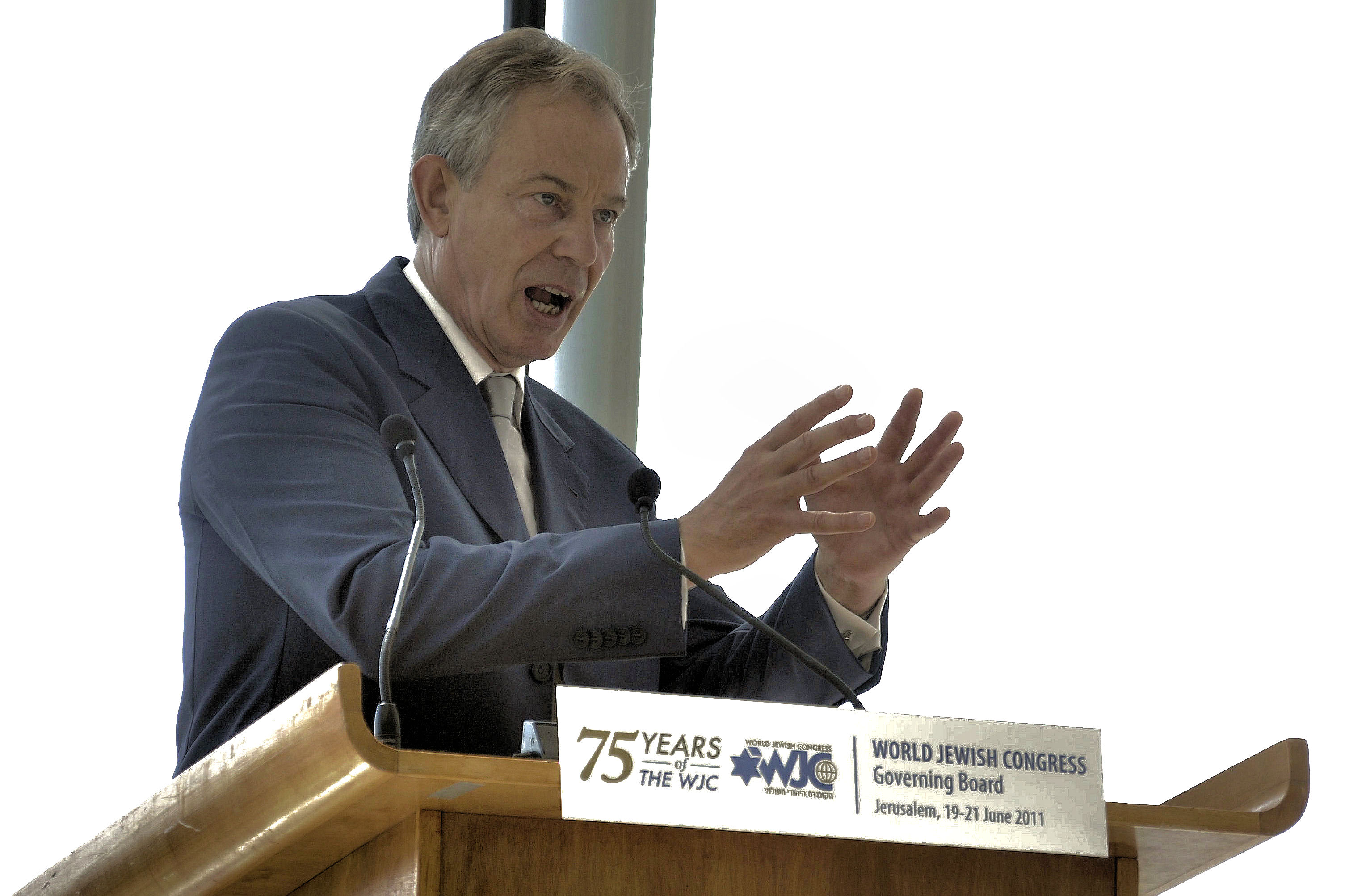
Tony Blair si rivolge ad una riunione del Congresso ebraico mondiale a Gerusalemme, giugno 2011.

Nel 2007 venne nominato inviato speciale per il Quartetto per il Medio Oriente. L'attività svolta dall'ex premier fu fonte di numerose critiche a causa della mancanza di effettivi progressi nei negoziati, oltre che a presunti cattivi rapporti con l'Autorità nazionale palestinese.

### Insegnamento
Nel 2008, occupa la posizione di docente alla Yale University, sul rapporto tra fede e mondializzazione.

### Brexit

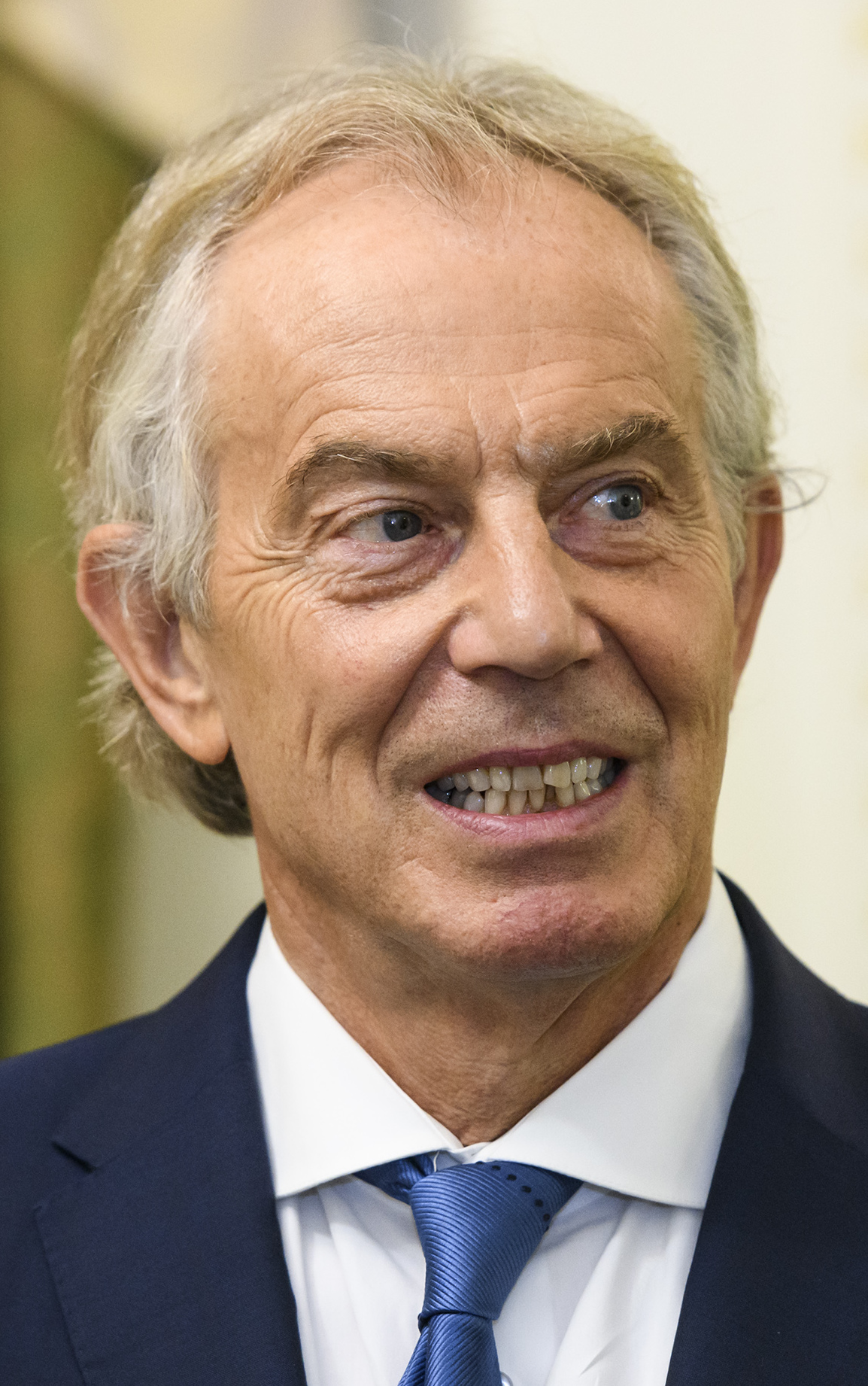
Tony Blair nel 2018

Contrario alla Brexit, Blair annuncia, nella metà del 2017, la sua intenzione di avviare negoziati, senza correre per una carica elettiva. Questo impegno, però, solleva un certo scetticismo, in particolare in vista della sua mancanza di popolarità tra gli inglesi, sia per il suo impegno a favore della guerra in Iraq nel 2003 e per i suoi impegni post-Downing Street lucrativi con le banche e i governi stranieri, che lo arricchirono notevolmente.

### L’attività da consulente
Terminata l’esperienza in politica, Blair ha iniziato a lavorare come consulente privato e relatore. Sua moglie Cherie, avvocato, è stata consulente legale di imprese private e governi stranieri. Blair assiste la società JP Morgan e Zurich Financial. È consulente in varie parti del mondo tramite il Tony Blair Institute for Global Change, organizzazione no-profit nata nel 2016 che ha 800 dipendenti in 20 paesi, soprattutto in Africa. Fra i suoi clienti dal 2022 c’è anche il governo albanese di Edi Rama; Blair aveva già agito come consulente a Tirana attraverso un’altra organizzazione, la Tony Blair Associates, tra il 2013 e il 2016. Nel 2021 il fatturato dell’istituto è stato di 81 milioni di dollari.

## Controversie
Tony Blair fu criticato, per la sua alleanza con il presidente degli Stati Uniti George W. Bush, per la sua politica in Medio Oriente, per la conduzione della guerra in Iraq nel 2006, durante il conflitto libanese, israeliano e la sua posizione sul conflitto israelo-palestinese. Fu anche criticato per aver divulgato informazioni completamente false per giustificare il conflitto contro Saddam Hussein. Fu il primo Primo ministro del Regno Unito in carica ad essere interrogato da agenti di polizia. La critica rivolta a Tony Blair si è posta anche a riguardo delle sue leggi anti-terrorismo, che di fatto ridussero le libertà civili avviando un crescente autoritarismo, rafforzando i poteri della polizia e l'uso indiscriminato della prova del DNA. Sono stati anche criticati gli stretti rapporti con Rupert Murdoch, proprietario di numerosi media in Gran Bretagna, mettendo in seria discussione l'indipendenza di certa stampa.

### Presidenzialismo
Tony Blair fu criticato per non avere sufficientemente prestato attenzione alle diverse opinioni dei membri del suo governo e del parere del Parlamento. Fu contestato per aver condotto il governo con un atteggiamento presidenzialista.

### Relazione con gli Stati Uniti

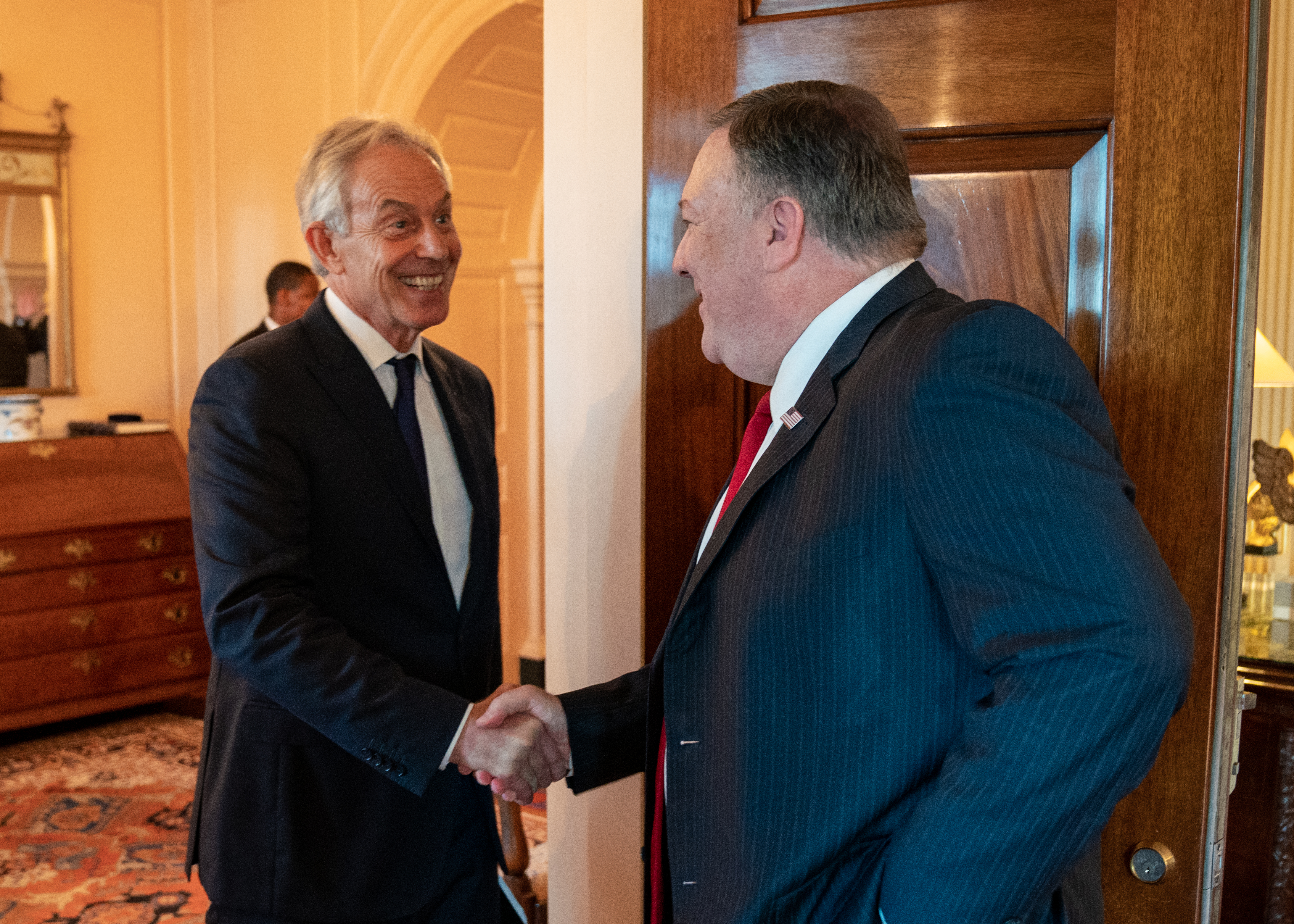
Tony Blair incontra il Segretario di Stato americano Mike Pompeo il 17 luglio 2019.

Tony Blair era sempre molto vicino al presidente degli Stati Uniti, ma con George W. Bush i rapporti diverranno molto più stretti, soprattutto in relazione alla politica internazionale. Nelson Mandela descrisse metaforicamente Blair come il "ministro degli esteri degli Stati Uniti". Blair è spesso soprannominato il "barboncino di George Bush". Da parte sua George W. Bush ha affermato dopo l'11 settembre 2001 che "L'amico più vero dell'America era la Gran Bretagna.".

### Relazioni con il Labour
Tony Blair venne criticato anche dall'ala sinistra del suo partito di essere "neo-conservatore" o "neo-thatcheriano", nonostante le sue politiche sociali riguardanti il reddito di cittadinanza o le misure di riduzione della povertà infantile. Fu così a volte descritto come il "figlio della Thatcher" a causa della sua gestione politica ed economica nettamente sfavorevole alla classe media. Questo era in parte dovuto anche al fatto che Blair dichiarò apertamente di provare ammirazione per la Thatcher.

### Rapporti con le nazioni europee

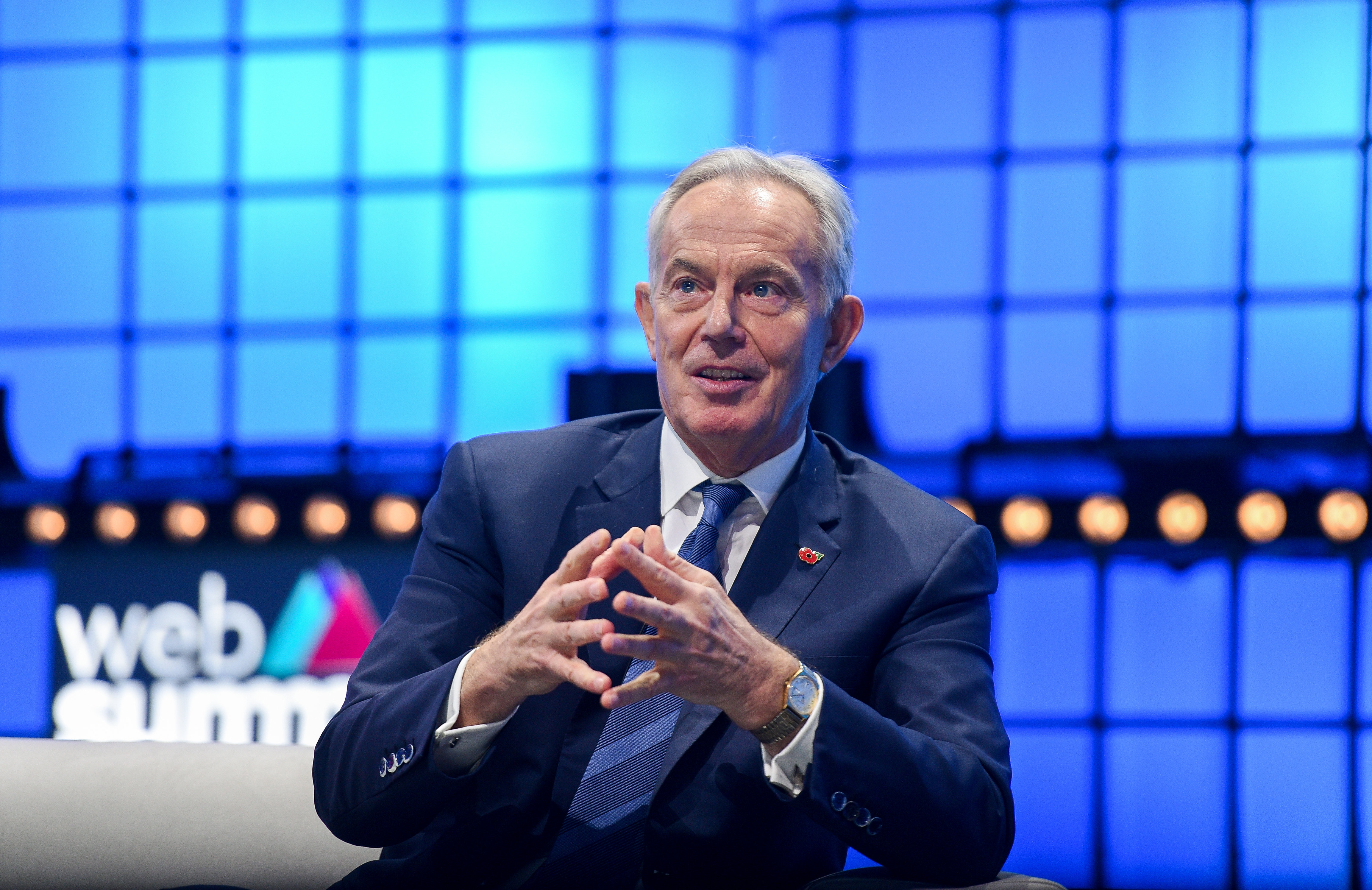
Tony Blair al Web Summit nel 2019.

Tony Blair ha svolto un ruolo importante nell'allargamento dell'Unione europea da 15 a 27 Stati, favorendo una maggiore integrazione europea, così come il desiderio di sviluppare la libera concorrenza all'interno dell'Unione. Infine Blair ha avuto rapporti molto stretti con capi di governo di destra, come Silvio Berlusconi, Angela Merkel, Nicolas Sarkozy e José María Aznar.
Blair sostenne Emmanuel Macron nella sua corsa per la presidenza della Repubblica francese contro Marine Le Pen nelle elezioni presidenziali francesi nel 2017, credendo che la sua vittoria potesse avere un risvolto positivo per l'Europa.

## Vita privata

### Famiglia

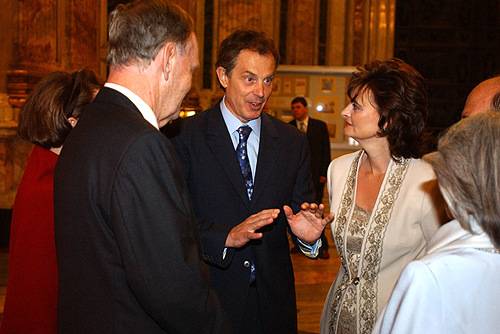
Tony Blair, sua moglie Cherie e Jean Chrétien.

Blair dal 29 marzo 1980 è sposato con l'avvocata Cherie Booth, di religione cattolica, membro del Queen's Counsel. La coppia ha quattro figli: Euan, Nicholas, Kathryn e Leo. Tutti i figli hanno anche passaporto irlandese, in virtù della cittadinanza della nonna paterna. La residenza principale della famiglia è in Connaught Square; in totale, i Blair possiedono otto abitazioni. La prima nipote nacque nell’ottobre del 2016.

### Ricchezza
Le attività finanziarie di Blair sono strutturate in maniera complicata, pertanto, le stime della loro dimensione sono piuttosto aleatorie. Queste comprenderebbero cifre fino a 100 milioni di sterline, mentre Blair ne ha dichiarate meno di 20 milioni. Nel 2015 i giornalisti Francis Beckett, David Hencke e Nick Kochan hanno sostenuto che Blair, negli otto anni successivi al suo ritiro dalla politica, avrebbe effettuato investimenti per 90 milioni di dollari, con un portafoglio immobiliare di 37,5 milioni di dollari.

### Fede religiosa
Durante un'intervista a Blair, a una domanda sulla fede cristiana, il suo portavoce Alastair Campbell si intromise con la frase, "non trattiamo di Dio", di fatto impedendogli di rispondere. Campbell ha spiegato successivamente di essere intervenuto solo per porre fine all'intervista perché l'argomento era solo agli inizi e il giornalista stava iniziando a fare domande scomode.
In un'altra intervista, questa volta del giornalista Michael Parkinson, trasmessa su ITV1 il 4 marzo 2006, Blair ha riferito del ruolo della sua fede cristiana, affermando di aver pregato Dio in qualità di giudice delle sue azioni, prima della decisione di entrare in guerra nell'Iraq: "Penso che se hai fede in queste cose, ti rendi conto di essere giudicato da altre persone... e se credi in Dio, anche da Dio".
Secondo il diario del giornalista Alastair Campbell, Blair, prima di prendere decisioni importanti, era solito leggere la Bibbia, il che nel 1998, alla vigilia del bombardamento dell'Iraq, ignorando quanto suggerito da quel testo, per un momento gli fece cambiare idea.
Una conoscenza più approfondita della sua fede emerge in un'intervista al Third Way Magazine. In essa Blair afferma di "essere stato educato come un cristiano, ma di non essere stato realmente praticante se non dopo aver frequentato l'Università di Oxford. Nel college conobbe un prete australiano che aveva ridestato l'interesse verso la fede religiosa. In un certo senso, la riscoperta della religione fu come scoprire qualcosa di vivo presente nel mondo, piuttosto che una sorta di speciale rapporto personale con un essere remoto figurativamente posto nell'alto dei cieli. All'improvviso ho iniziato a capirne la rilevanza sociale e a dare un senso alle vicende del mondo".
Il consigliere spirituale Carole Caplin, amica della cattolica Cherie Blair, si è però attribuita il merito di aver presentato, a lei e al marito Tony, diversi simboli e credenze della New Age, tra cui i "pendenti magici" conosciuti come "BioElectric Shields". La pratica più discussa collegata alla New Age, da parte dei Blair, avvenne nel corso di una festa in Messico. La coppia, in costume da bagno, fu coinvolta in una cerimonia di rinascita spirituale, che comportava di spalmare fango e frutta sui corpi di altri partecipanti seduti in un bagno di vapore.
Nel 1996, Blair fu rimproverato dal cardinale Basil Hume per aver ricevuto la comunione durante la messa, in violazione del diritto canonico, essendo ancora un anglicano.
Il 23 giugno 2007 Blair ha comunicato a Papa Benedetto XVI l'intenzione di volersi convertire al cattolicesimo. La sua decisione fu pubblicamente resa nota il 22 dicembre 2007. L'avvenimento venne descritto come "una materia privata".
Il papa e i suoi consiglieri, dopo aver criticato alcune delle azioni politiche di Blair, gli diedero il benvenuto su un tappeto rosso con una cerimonia definita senza precedenti, presente il cardinale arcivescovo di Westminster, Cormac Murphy-O'Connor, responsabile dell'istruzione cattolica di Blair.
Più tardi, Blair criticò l'atteggiamento del papa verso l'omosessualità, sostenendo che i leader religiosi avrebbero dovuto iniziare a "ripensare" la questione.
Nel 2010, il settimanale cattolico The Tablet lo ha nominato come uno dei più influenti cattolici.

## Opere
- Il mio nuovo laburismo. Scritti politici 1980-1997, L'Aquila, Textus, 1997.
- Il nuovo Labour, Milano, Reset, 1997.
- Un viaggio, Milano, Rizzoli, 2010. ISBN 978-88-17-04314-4.
- Processo a Dio. La religione fa bene al mondo?, con Christopher Hitchens, Milano, Piemme, 2012. ISBN 978-88-566-2422-9.
- On leadership. L’arte di governare, Milano, Silvio Berlusconi Editore, 2024.

## Riconoscimenti
- Privy Councillor (1994)
- Congressional Gold Medal (2003)
- Laurea Honoris Causa in Legge, Queen's University Belfast (2008)
- Dan David Prize (2009)
- Liberty Medal (2010)

## Filmografia
- The Deal
- The Queen - La regina
- I due presidenti

Nel quarto episodio della quindicesima stagione de I Simpson, Tony Blair doppia se stesso nella scena all'aeroporto, dove dà loro il benvenuto in Inghilterra.

## Onorificenze

Stemma come Cavaliere dell'Ordine della Giarrettiera.